# Centre (Ouganda)
Pour les articles homonymes, voir Centre.
La région Centre est une des 4 régions administratives de l'Ouganda.
La capitale de la région est Kampala qui est aussi la capitale du pays.

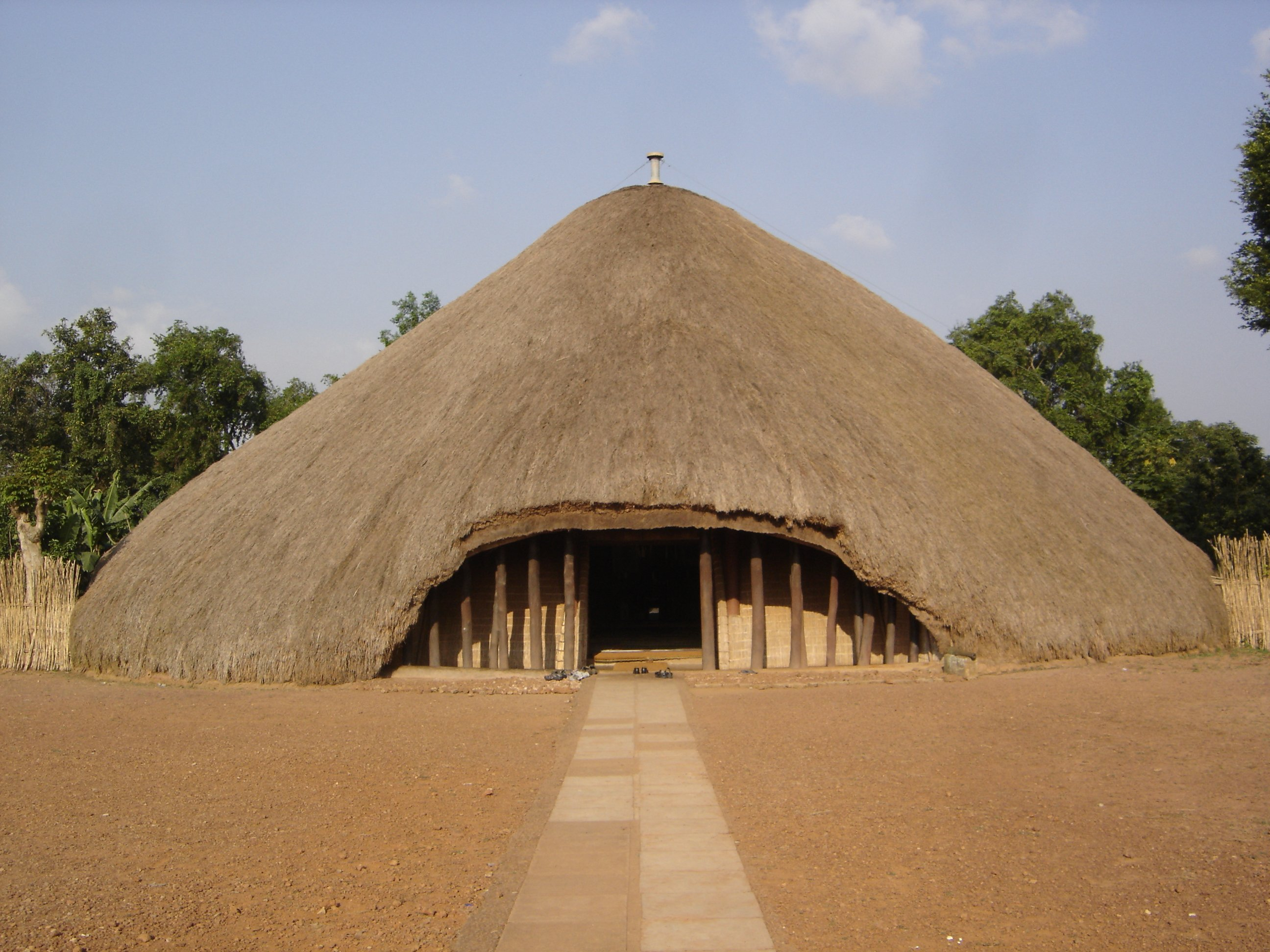
Tombes de Kampala Kasubi

Elle est composée de 24 districts.